# Noorderbuurtsepolder
Noorderbuurtsepolder onder Zevenhoven of Noordse buurt is een polder en voormalig waterschap (1960-1976) in de Nederlandse provincie Utrecht. Het ontstond uit waterschap Gecombineerde Noordsebuurter- en Voordijksepolders (1810-1959). In 1960 werd het zuidelijker gelegen Westveen (1745-1959) aan het waterschap Noorde Buurt toegevoegd. 
Het waterschap Noordse buurt ging in 1976 verder als deel van waterschap De Proosdijlanden.

## Geschiedenis
De Noordse Buurt is drooggemaakt als werkverschaffingsproject in de jaren 30. Er werd een ringdijk gemaakt. Aan de west en zuidkant van het gebied was al een dijk van de polder Nieuwkoop.